# Francesco Cocco Ortu (1912)
Francesco Cocco Ortu (Cagliari, 28 aprile 1912 – Cagliari, 16 gennaio 1969) è stato un politico e avvocato italiano.

## Biografia
Nipote dell'omonimo Francesco Cocco Ortu ministro del Regno d'Italia assunse fin da giovane un atteggiamento ostile nei confronti del fascismo. Alla caduta del regime divenne un leader del Partito Liberale Italiano in Sardegna. Venne eletto deputato nella I legislatura proprio nelle file del Pli, non venne riconfermato la legislatura successiva ma divenne consigliere regionale salvo dimettersi per ritentare, con successo, l'elezione in parlamento. Tornato a Roma sedette di nuovo a Montecitorio per tutta la IV legislatura e per pochi giorni della V quando morì improvvisamente. Cocco Ortu fu anche uno dei fondatori di Rivoluzione Liberale, un periodico politico che uscì tra il 1945 e il 1947 nonché Consigliere e Vice Segretario Nazionale del suo partito; nel 1954 fu candidato dalla sinistra del partito alla carica di segretario, ma fu battuto per pochi voti da Francesco Malagodi.

## Incarichi
- Componente della I commissione (Affari interni) (I legislatura)
- Componente della II commissione (Affari esterni) (I legislatura)
- Componente della III commissione (Giustizia) (I legislatura)
- Componente della X commissione (Industria e Commercio) (I legislatura)
- Componente della commissione speciale per l'esame della proposta di legge Fadda ed altri n.1513: "Sistemazione in Sardegna della sovrapopolazione di altre regioni mediante valorizzazione delle risorse agricole ed industriali dell'isola. Istituzione dell'opera per la valorizzazione della Sardegna" (I legislatura)
- Componente della commissione speciale per l'esame del disegno di legge n.2442: "Ordinamento e attribuzioni del Consiglio Nazionale dell'Economia e del Lavoro (I legislatura)
- Componente della commissione speciale per l'esame del disegno di legge n.3077: "Ratifica ed esecuzione degli accordi internazionali per la costituzione della Comunita Europea di Difesa" (I legislatura)
- Componente della commissione d'indagine per esaminare la fondatezza delle accuse rivolte al deputato Spallone (I legislatura)
- Componente della commissione articolo 1 legge 23 agosto 1949 n.681 (I legislatura)
- Componente della commissione parlamentare per la vigilanza sulle radiodiffusioni (I legislatura)
- Componente della I commissione (Affari costituzionali) (IV, V legislatura)
- Componente della IV commissione (Giustizia) (IV legislatura)